# Intento de golpe de Estado en Sudán de septiembre de 2021
El intento de golpe de Estado en Sudán de septiembre de 2021 fue un fallido de golpe de Estado contra el Consejo de Soberanía de Sudán el martes 21 de septiembre de 2021.
Según informes de los medios, al menos 40 agentes fueron detenidos en la madrugada del martes 21 de septiembre de 2021. Un portavoz del gobierno dijo que lo apoyaban "restos del régimen difunto", refiriéndose a exfuncionarios del gobierno del presidente Omar al-Bashir y miembros del cuerpo blindado del país.

## Acontecimientos
El primer ministro sudanés, Abdalla Hamdok, reveló durante un discurso que el intento de golpe fue organizado en gran parte por leales al líder derrocado Omar Hasán Ahmad al Bashir. Agregó que los perpetradores involucrados en el fallido golpe no solo eran militares, sino también ajenos al ejército. Según algunos funcionarios sudaneses, los soldados intentaron apoderarse de un edificio de medios estatales en Omdurmán, pero posteriormente fueron detenidos. Hubo informes de disparos cerca de una base militar que alberga una división de tanques en Omdurman durante las primeras horas del incidente, según la BBC. Según los informes, las fuerzas de seguridad cerraron el puente principal que conecta la capital, Jartum, con Omdurman.

## Detenciones
Fueron detenidas decenas de efectivos que participaron en el intento de golpe de Estado. Se creía que todos eran leales a al-Bashir, según el ministro de Información de Sudán, Hamza Balul. Mientras tanto, seguían en curso las búsquedas e investigaciones de otros autores.

## Secuelas
Tras el intento de golpe, los manifestantes se reunieron en Jartum para denunciar el golpe, que creen que sería un obstáculo para asegurar la paz en el país. El ejército sudanés logró hacerse con el control de las áreas que los culpables intentaron capturar, según Al Jazeera.

### Golpe de octubre
Las fuerzas militares impulsaron otro golpe el 24 de octubre de 2021, en el que fueron arrestados varios miembros civiles del gobierno sudanés incluido el primer ministro. También se informaron cortes generalizados de Internet.

## Reacciones internacionales
El secretario general de la ONU, António Guterres, criticó el intento de golpe e instó a todas las partes a mantenerse enfocadas en la transición, a fin de asegurar la estabilidad política.